# Ch’ŏnma-ho
Ch'ŏnma-ho (hangul: 천마호, hancha:天馬號, pol. pegaz) – północnokoreański czołg podstawowy oparty na produkowanym na licencji sowieckim czołgu T-62. Istnieje przynajmniej pięć różnych wersji tego pojazdu, jak również zbudowano na jego podstawie kilka wariantów specjalistycznych. Ze względu na ograniczone możliwości finansowe państwa północnokoreańskiego oraz trudności w produkcji nowych czołgów, rodzina tych pojazdów pozostaje w aktywnej służbie od ponad 40 lat. 

## Charakterystyka
Prawdopodobnie istnieją dwie wersje czołgu Ch'ŏnma-ho I - kopia syryjskiego T-62 z końca lat 70. oraz oryginalna kopia T-62 w wersji D z ZSRR. Pojazd nie jest w żaden sposób powiązany z chińskim Typ 62. Mimo pokrewieństwa z T-62, pojazd miał cieńszy pancerz, przez co był lżejszy. Te wersje posiadają charakterystyczne śruby na pochylonej części przedniego pancerza. Nazwę Ch'ŏnma-ho otrzymały również później importowane czołgi T-62, które później ulepszono do wersji IM. Wersja II różni się od poprzedniej laserowym dalmierzem zamontowanym powyżej osłony działa. Trzecia wersja posiadała pancerne osłony wzdłuż całego kadłuba oraz nową osłonę termiczną dla 115 milimetrowego działa. Wersja IV posiada pancerz reaktywny montowany przeważnie na wieży oraz nowe wyrzutnie granatów dymnych. Piąta wersja czołgu została ulepszona do standardu czołgu T-72. 

## Wersje i warianty

### Wersje
- Ch'ŏnma-ho I (Ga) - lżejsza kopia T-62
- Ch'ŏnma-ho II (Na) - wersja wyposażona w dalmierz laserowy i dodatkowy lekki pancerz dookoła wieży
- Ch'ŏnma-ho III (Da) - wersja z pancerzem reaktywnym
- Ch'ŏnma-ho IV (Ra)  - poprawiony pancerz, pancerz kompozytowy na przodzie kadłuba i wieży, dodano komputer balistyczny, poprawiono stabilizację działa, radio i zawieszenie, zmieniono silnik, zamontowano osiem wyrzutni granatów dymnych
- Ch'ŏnma-ho V (Ma) - poprawiony pancerz dzięki technologii z czołgów T-72S i T-90S, lepszy komputer balistyczny, kamery termowizyjne, nowe działo - kopia armaty 2A46 kalibru 125 mm z automatycznym systemem ładowania, zmieniony system kierowania ogniem, szersze gąsienice

- Ch'ŏnma-ho II - nazwa przypisana sprowadzonym czołgom T-62
- Ch'ŏnma-ho IM - ulepszona wersja Ch'ŏnma-ho II

### Warianty
- Ch'ŏnma-ho ARV - wóz zabezpieczenia technicznego
- Ch'ŏnma-ho Command - czołg dowodzenia z atrapą działa
- Chuch'e-Po - artyleria samobieżna na podwoziu oryginalnego czołgu; istnieje pięć wersji różniących się zamontowanym działem